# Koszykówka na Igrzyskach Azjatyckich 1951
Koszykówka na Igrzyskach Azjatyckich 1951 została rozegrana w dniach 5 - 10 marca na stadionie Major Dhyan Chand National Stadium. W turnieju udział wzięło pięć drużyn. Drużyny rozgrywały mecze w systemie „każdy z każdym”. Reprezentacja, która zajęła pierwsze miejsce w grupie (Filipiny), otrzymała złoty medal, druga drużyna (Japonia) w grupie - srebro, a trzecia (Persja) sięgnęła po brąz.

## Rezultaty i zestawienie końcowe drużyn
| Poz. | Reprezentacja | Mecze | Zwycięstwa | Porażki | Zdobyte kosze | Stracone kosze | Różnica | Pkt |
| ---- | ------------- | ----- | ---------- | ------- | ------------- | -------------- | ------- | --- |
| 1    | Filipiny      | 4     | 4          | 0       | 271           | 129            | +142    | 8   |
| 2    | Japonia       | 4     | 3          | 1       | 224           | 156            | +68     | 7   |
| 3    | Persja        | 4     | 2          | 2       | 222           | 195            | +27     | 6   |
| 4    | Indie         | 4     | 1          | 3       | 184           | 266            | −82     | 5   |
| 5    | Birma         | 4     | 0          | 4       | 123           | 278            | –155    | 4   |

| 5 marca | Birma | 19 – 63 | Filipiny |  |

| 5 marca | Persja | 34 – 40 | Japonia |  |

| 6 marca | Indie | 52 – 63 | Persja |  |

| 6 marca | Birma | 19 – 81 | Japonia |  |

| 7 marca | Persja | 41 – 65 | Filipiny |  |

| 7 marca | Indie | 46 – 70 | Japonia |  |

| 8 marca | Birma | 47 – 50 | Indie |  |

| 9 marca | Japonia | 33 – 57 | Filipiny |  |

| 10 marca | Birma | 38 – 84 | Persja |  |

| 10 marca | Indie | 36 – 86 | Filipiny |  |

## Medaliści
| Turniej                       | | | |
| ----------------------------- | --- | --- | --- |
| Koszykówka – turniej mężczyzn | Filipiny · Francisco Calilan · Andres dela Cruz · Genaro Fernandez · Jose Gochangco · Rafael Hechanova · Moro Lorenzo · Carlos Loyzaga · Antonio Martinez · Lauro Mumar · Ignacio Ramos · Meliton Santos · Mariano Tolentino | Japonia · Makoto Arai · Mitsugu Hachiya · Hiroshi Ikeda · Junichi Iwao · Michio Katayama · Fumio Matsuoka · Kasaburo Ogura · Shuzo Okubo · Shigeru Saito · Minoru Takahashi · Mitsuhide Tsudi | Persja · Hassan Khaleghpour · Kamal Mashhoun · Reza Masoumi · Kambiz Mokhberi · Alireza Oshar · Hossein Razi · Mashallah Safiyar · Abolfazl Solbi · Hossein Soroudi · Hossein Soudipour |